# DarkSun
DarkSun est un groupe de power metal espagnol, originaire de Gijón, dans les Asturies. Formé en 2002 après la séparation de Nörthwind, le groupe compte un total de six albums studio. DarkSun explique souvent s'inspirer de groupes comme Blind Guardian, Helloween, Angra, et Rage.

## Biographie

### El Legado(2002-2005)
Après la séparation du groupe de power metal Nörthwind, trois des membres forment le groupe de heavy metal Vendaval. Le reste des membres, les guitaristes Tino Hevia et Daniel Gonzalez, et la claviériste Helena Pinto, forment DarkSun en 2002 à Gijón, dans les Asturies. Le groupe recrute le bassiste Pedro Junquera et le batteur Daniel Cabal, également membre de Relative Silence avec Helena Pinto. Ils décident d'enregistrer un album une fois leur formation stabilisée.
En milieu 2003, DarkSun part en Allemagne pour enregistrer ce qui deviendra leur premier album. Il est enregistré aux VPS Studios, produit par Ingo Cjavkoski (mieux connu en tant que producteur du groupe Rage), et mixé aux House of Music Studios par Achim Köhler (Primal Fear, Sinner). El Legado est publié en juillet 2004. Il est bien accueilli par la presse spécialisée, et considéré comme l'un des meilleurs albums de metal espagnol,. DarkSun tourne en Espagne pendant toute l'année en soutien à l'album. Au milieu de leur tournée, le batteur Daniel Cabal quitte le groupe. Le reste du groupe annule quelques concerts avant de recruter le remplaçant de Cabal, le batteur Rafael Yugueros, connu à cette période pour sa collaboration avec le groupe de power metal Darna sur leurs deux premiers albums avant de partir en 2004. La claviériste Helena Pinto quitte le groupe à la fin de 2004.

### El Lado oscuro(2005-2007)
À la fin de la tournée en soutien à El Legado, DarkSun entre en studio pour enregistrer un nouvel album. En milieu de composition, d'arrangements, et de production, le groupe recrute le remplaçant de Pinto, Víctor Fernández, aux claviers. L'albul est enregistré en Allemagne, avec Ingo Cjavkoski à la production. Cette fois, le groupe collabore avec Dennis Ward (Angra) au mixage. Lars Ratz de Metalium assiste à la production vocale.
Le groupe publie une version en anglais de El Lado oscuro, intitulée The Dark Side, en septembre 2007 au label FC Metal Recordings. La presse spécialisée accueille favorablement la version en espagnol. Le groupe collabore sur l'album Speak of the Dead de Rage, avec une version espagnole de la chanson Full Moon, intitulée La Luna reine, qui apparait en bonus. Juste après la sortie de The Dark Side, le batteur Rafael Yugueros quitte DarkSun pour se joindre au groupe de power metal WarCry pour remplacer l'ancien batteur Alberto Ardines. Yugueros avait déjà collaboré sur la démo Demon 97 de WarCry en 1997. Le groupe engage de nouveau Daniel Cabal pour leur nouvel album. Le claviériste Víctor Fernández quitte le groupe en 2007, et est remplacé par Ana Fernandes. En été 2008, DarkSun annonce le départ de Cabal, tout cela en bons termes. Ils présent alors le batteur Jose Ojeda (ex-Rivendel Lords, ex-Killian).

### Libera me(2007–2009)
Le troisième album de DarkSun (sans compter la version anglaise The Dark Side), intitulé  Libera me, est produit par le chanteur Daniel González. David Figueiras participe aux morceaux de guitare, après que González se soit mis au chant. Les morceaux de batterie sont joués par Dani Cabal (El Legado) qui revient dans le groupe entre 2007 et 2008, en remplacement du batteur José Ojeda. Les claviers sont endossés par Ana Fernandes, qui remplace Víctor Fernández après son départ en été 2007. L'album est publié le 29 septembre 2008. Miedo est le premier single de l'album et aussi le nouveau clip du groupe, réalisé et produit par Jacinto Hinojal. La pochette est réalisée par Daniel Alonso (WarCry, Hard Spirit).

### Nouveaux albums (depuis 2010)
En 2010, le groupe annonce un nouvel album studio, Tocar el sol. L'album est annoncé pour le 5 avril 2010. La pochette est réalisée par Daniel Alonso (WarCry, Sauze). Il suit en 2012 de l'album Memento Mori.
En février 2016, leur label FC Metal Recordings annonce la sortie de l'album Crónicas de Araván. La sortie en version anglaise est annoncée pour le 28 octobre 2016.

## Membres

### Membres actuels
- Dani González - chant (guitare sur les trois premiers albums)
- Tino Hevia - guitare
- David Figueiras - guitare
- Adrian Huelga - basse
- Daniel Cabal - batterie

### Anciens membres
- Rafael Yugueros - batterie
- Helena Pinto - claviers
- Jose Ojeda - batterie
- Víctor Fernández - claviers
- Pedro Junquera - basse
- Ana Fernández - claviers

## Discographie
- 2004 : El Legado
- 2006 : El Lado Oscuro
- 2007 : The Dark Side
- 2008 : Libera Me
- 2010 : Tocar el sol
- 2012 : Memento Mori
- 2016 : Crónicas de Araván
- 2016 : Chronicles of Aravan